# Pío Ballesteros
Pío Ballesteros (Madrid, 1 de abril de 1919-Madrid, 1995) fue un director, productor y guionista de cine español.

## Filmografía como director
- Viaje a Sudáfrica (corto documental) (1969)
- El alma de la copla (1965)
- Facultad de letras (1952)
- Consultaré a Mister Brown (1946)

## Filmografía como productor
- Rififí en la ciudad (1963)

## Filmografía como guionista
- Málaga, vino y sol (corto documental) (1974)
- Entrega de la bandera a la policía armada (documental) (1970)
- Guadalajara, tierra de lagos (corto documental) (1970)
- Viaje a Sudáfrica (corto documental) (1969)
- Coronación imperial (corto) (1968)
- Feria del Campo 1968 (corto documental) (1968)
- Modas 69 (corto documental) (1968)
- Sitges (corto documental) (1968)
- Vamos a La Rioja (corto documental) (1968)
- El signo de la Navidad (corto documental) (1967)
- Cerrado por asesinato (1964)
- La mano de un hombre muerto (1962)
- Vampiresas 1930 (1962)
- Una isla con tomate (1962)
- Don Lucio y el hermano Pío (1960)
- Y después del cuplé (1959)
- Aventuras de Esparadrapo (1949)
- Consultaré a Mister Brown (1946)
- Misión blanca (1946)

## Premios
Medallas del Círculo de Escritores Cinematográficos
| Año  | Categoría                            | Resultado |
| ---- | ------------------------------------ | --------- |
| 1951 | Premio especial a la labor literaria | Ganador   |